# دخالت خارجی در انتخابات
مداخلات انتخاباتی خارجی، تلاشی است که توسط دولت‌ها، پنهان یا آشکار، برای تأثیرگذاری بر انتخابات در کشوری دیگر انجام می‌شود.
تحقیقات نظری و تجربی در مورد تأثیر مداخله انتخاباتی خارجی به‌طور کلی تا اواخر سال۲۰۱۱ ضعیف توصیف شده بود. با این حال، از آن زمان تعدادی از این مطالعات انجام شده‌است. یک مطالعه نشان داد که کشوری که در اکثر انتخابات خارجی مداخله می‌کند، ایالات متحده با ۸۱ مداخله و پس از آن روسیه (از جمله اتحاد جماهیر شوروی سابق) با ۳۶مداخله از سال۱۹۴۶ تا۲۰۰۰ قرار دارد به‌طور متوسط در هر ۹انتخابات رقابتی یک بار.

## مطالعات آکادمیک

### اندازه‌گیری مداخلات
مطالعه۲۰۱۹ توسط آنا لورمان و همکاران در مؤسسه انواع دموکراسی در سوئد گزارش‌های هر کشور را خلاصه کرد و گفت که در سال۲۰۱۸ شدیدترین مداخلات، از طریق اطلاعات نادرست در مورد موضوعات کلیدی سیاسی، توسط چین در تایوان و روسیه در لتونی بوده‌است. بالاترین سطوح بعدی در بحرین، قطر و مجارستان بود. کمترین سطح در ترینیداد و توباگو، سوئیس و اروگوئه بود.
مطالعه ای در سال۲۰۱۶ توسط داو اچ لوین نشان داد که در میان ۹۳۸انتخابات جهانی مورد بررسی، ایالات متحده و روسیه (از جمله سلف خود، اتحاد جماهیر شوروی) روی هم در حدود یک مورد از نه (۱۱۷) شرکت کرده‌اند. اکثریت آنها (۶۸درصد) از طریق اقدامات پنهان و نه آشکار انجام می‌شوند. همان مطالعه نشان داد که «به‌طور متوسط، مداخله انتخاباتی به نفع یک طرف که در انتخابات شرکت می‌کند، سهم آرای خود را تا حدود ۳درصد افزایش می‌دهد»، تأثیری که به اندازه ای بزرگ است که به‌طور بالقوه نتایج را در ۷مورد از ۱۴انتخابات ریاست جمهوری ایالات متحده تغییر می‌دهد. پس از سال1960  طبق این مطالعه، ایالات متحده در ۱ انتخابات خارجی بین سال هی ۱۹۴۶و ۲۰۰ مداخله کرد در حالی که اتحاد جماهیر شوروی یا روسیه د۶ مورد مداخله کردن.] یک مطالعه سل ۲۰۱۸ توسط لوین نشان داد که مداخلات انتخاباتی در «بسیاری موارد» هویت برنده را تعیین مکند. این مطالعه همچنین شواهد قابل‌توجهی پیدا کرد که نشان می‌دهد این مداخلات خطر فروپاشی دموکراتیک را در ایالت‌های هدف افزایش می‌دهد.

### انواع مداخلات
در مطالعه در سال۲۰۱۲، کورستانژ و مارینوف دو نوع مداخله خارجی مطرح کردند:مداخله حزبی، که در آن قدرت خارجی در مورد حمایت خود از یک طرف موضع می‌گیرد، و مداخله فرآیندی، که در آن قدرت خارجی به دنبال «حمایت» است. قوانین رقابت دموکراتیک، صرف نظر از اینکه چه کسی برنده است. نتایج آن‌ها از ۱۷۰۳شرکت‌کننده نشان داد که مداخلات حزبی تأثیر قطبی‌کننده‌ای بر دیدگاه‌های سیاسی و روابط خارجی دارد، به‌طوری‌که طرف مورد علاقه قدرت خارجی از بهبود روابط بین این دو طرف حمایت می‌کند و تأثیر معکوس برای مخالفان قدرت دارد.
در سال۲۰۱۸، جاناتان گودینز نظریه کورستانژ و مارینوف را با پیشنهاد این که مداخلات را می‌توان به عنوان مداخله با انگیزه جهانی مشخص کرد، توضیح داد، جایی که «یک کشور در انتخاب کشور دیگری برای منافع، بهبود یا رفاه مخاطبان بین‌المللی مداخله می‌کند.»، و مداخله خودانگیخته، که در آن «کشوری در انتخاب کشور دیگر برای پیشبرد منافع، بهبود یا رفاه خود دخالت می‌کند.»
گودینز در ادامه این نظریه را مطرح کرد که منافع یک کشور مداخله گر را می‌توان با بررسی یک «روش‌شناسی ۳گانه» شناسایی کرد: تاکتیک‌های مداخله، انگیزه‌های اعلام شده، و حجم مداخله.
همچنین در سال۲۰۱۲، شولمن و بلوم تعدادی از عوامل متمایز مؤثر بر نتایج مداخله خارجی را نظریه‌پردازی کردند:
- عوامل مداخله: هرکدام در رنجش ناشی از مداخله خود اثر نزولی دارند که عبارتند از ملت‌ها، سازمان‌های بین‌المللی، سازمان‌های غیردولتی و بالاخره افراد.
- جانبداری از مداخله: آیا بازیگران خارجی برای تأثیرگذاری بر نهادها و فرایندها به‌طور گسترده مداخله می‌کنند، یا مداخله در درجه اول برای حمایت از یک طرف در یک رقابت
- برجستگی تداخل: متشکل از دو عنصر. اول اینکه «تداخل چقدر آشکار و شناخته شده‌است» و دوم اینکه «مداخله چقدر واضح و قابل درک است؟»

علاوه بر این، آنها این نظریه را مطرح کردند که شباهت‌های ملی بین قدرت‌های خارجی و داخلی باعث کاهش نارضایتی می‌شود و حتی ممکن است از مداخله استقبال شود. در مواردی که خودمختاری ملی دغدغه اصلی رای‌دهندگان است، آنها کاهش اثر شباهت یا عدم تشابه دو قدرت را بر نارضایتی پیش‌بینی کردند. برعکس، آنها پیش‌بینی کردند که در مواردی که هویت ملی دغدغه اصلی است، اهمیت شباهت یا عدم تشابه تأثیر بیشتری خواهد داشت.

### تأثیر مداخلات
طبق یک مطالعه در سال۲۰۲۰، آمریکایی‌ها «به احتمال زیاد وقتی یک قدرت خارجی در کنار مخالفان قرار می‌گیرد، دخالت خارجی را محکوم می‌کنند، ایمان خود را به دموکراسی از دست می‌دهند و بدنبال تلافی می‌روند تا زمانی که یک قدرت خارجی به حزب خود کمک می‌کند. در عین حال، آمریکایی‌ها پاسخ نظامی به حملات انتخاباتی به ایالات متحده را رد می‌کنند، حتی زمانی که حزب سیاسی خودشان هدف قرار می‌دهد

## آلبانی

### انتخابات ۱۹۹۱ (توسط ایالات متحده)
در طول مبارزات انتخاباتی سال ۱۹۹۱، سیاستمداران حزب راست میانه دموکراتیک آلبانی ادعا کردند که دولت ایالات متحده به این کشور کمک مالی خواهد کرد. دولت آمریکا در دیدار با اعضای حزب دموکرات این ادعاها را تأیید کرد.

### انتخابات ۱۹۹۲ (توسط ایالات متحده و ایتالیا)
آژانس توسعه بین‌المللی ایالات متحده، مؤسسه ملی دموکرات و مؤسسه جمهوری‌خواه بین‌المللی به گروه‌های سیاسی ضد سوسیالیست کمک، آموزش، حمایت رسانه‌ای و بودجه ارائه کردند. سفارت آمریکا نیز علناً از حزب دموکرات آلبانی حمایت کرد. لس آنجلس تایمز همچنین گزارش داد که دولت آمریکا مشاوران و وسایل نقلیه ای را برای کمپین حزب دمکرات آلبانی فراهم کرد و تهدید کرد در صورت پیروزی حزب سوسیالیست آلبانی در انتخابات، از کمک‌های خارجی به آلبانی خودداری خواهد کرد.
ایتالیا از حزب سوسیالیست آلبانی حمایت کرد و بتینو کراکسی، نخست‌وزیر سابق ایتالیا، عضویت افتخاری در این حزب را پذیرفت تا به آنها مشروعیت بدهد. ایتالیا نیز بیش از هر کشور دیگری به آلبانی کمک کرد.

## بنگلادش

### انتخابات ۱۹۷۳ (توسط اتحاد جماهیر شوروی)
بر اساس جزئیات آرشیو میتروخین، اتحاد جماهیر شوروی به‌طور مخفیانه از اتحادیه عوامی در بنگلادش حمایت می‌کرد.

## بولیوی

### انتخابات ۱۹۶۴ (توسط ایالات متحده)
بر اساس اسناد ارائه شده توسط دفتر مورخ وزارت امور خارجه، سیا به‌طور مخفیانه از رسانه‌ها، گروه‌های سیاسی، اتحادیه‌های کارگری، گروه‌های دانشجویی و گروه‌های جوانان برای شکستن نفوذ کمونیست‌ها و عاملان ادعایی کوبایی در بولیوی و همچنین ایجاد مخفیانه حمایت مالی می‌کرد. دولت باثباتی که طرفدار آمریکا بود. بیش از ۱٬۱۵۰٬۰۰۰ دلار به این کار در طول ۳ سال اختصاص یافته‌است. از اوت ۱۹۶۴، دولت ایالات متحده شروع به تأمین مالی مخفیانه MNR (در آن زمان بزرگترین حزب سیاسی در بولیوی) در طول انتخابات کرد. پس از کودتای نظامی ۱۹۶۴ توسط ژنرال رنه بارینتوس، دولت ایالات متحده به‌طور مخفیانه از او حمایت مالی کرد و از دولت او حمایت کرد.

### انتخابات ۱۹۶۶ (توسط ایالات متحده)
طبق اسناد ارائه شده توسط دفتر مورخ وزارت امور خارجه، سیا به‌طور مخفیانه از گروه‌های حامی ژنرال بارینتوس و رقبای او در طول انتخابات سال ۱۹۶۶ حمایت مالی کرد تا اطمینان حاصل کند که آنها مشروعیت انتخابات را می‌پذیرند. با کمک سیا، نیروهای بارینتوس سال بعد چه گوارا را کشتند.

### انتخابات ۲۰۰۲ (توسط ایالات متحده)
در انتخابات بولیوی در سال ۲۰۰۲، ایالات متحده که از ریشه کن کردن مزارع کوکا حمایت مالی می‌کرد، به سفیر مانوئل روچا دستور داد تا بولیوی‌ها را از رای دادن به نامزد سوسیالیست اوو مورالس هشدار دهد و اظهار داشت که انجام این کار می‌تواند «کمک‌ها و سرمایه‌گذاری آمریکا را به خطر بیندازد.» نمایندگی ایالات متحده آمریکا برای انکشاف بین‌المللی همچنین «پروژه اصلاح احزاب سیاسی» را در سال ۲۰۰۲ در بولیوی ایجاد کرد که هدف آن «کمک به ایجاد احزاب سیاسی میانه‌رو و طرفدار دموکراسی است که می‌توانند به عنوان وزنه تعادلی برای ام ای اس رادیکال یا جانشینان آن عمل کنند». این اقدام تا حد زیادی نتیجه معکوس داشت و حمایت از مورالس را افزایش داد که در انتخابات دوم شد. مورالس در نهایت در سال ۲۰۰۶ به عنوان رئیس‌جمهور بولیوی انتخاب شد.

## برزیل

### انتخابات ۱۹۵۵ (توسط ایالات متحده)
سرویس اطلاعات ایالات متحده از ترس ظهور ژائو گولار، که ایالات متحده او را یک عوام فریب کمونیست می‌دانست، بودجه خود را برای آموزش برزیلی‌ها در مورد خطرات ادعایی کمونیسم و گروه‌های جبهه کمونیستی، و همچنین ایجاد پیوند بین حزب کمونیست برزیل و نیز افزایش داد. ایالات متحده همچنین به حزب محافظه کار اتحادیه ملی دمکراتیک کمک‌های مالی داد. بر اساس اسناد ارائه شده توسط دفتر مورخ وزارت امور خارجه، ایالات متحده همچنین اعتباری را به دولت حاکم افزایش داد تا به آنها در پیروزی در انتخابات ۱۹۵۵ کمک کند.

### انتخابات ۱۹۶۲ (توسط ایالات متحده)
طبق کتاب میراث خاکستر اثر تیم واینر، اولین استفاده از سیستم نواری کاملاً جدید و پیشرفته که توسط جان اف کندی در سال ۱۹۶۲ در کاخ سفید سفارش شد، برای بحث در مورد طرح‌هایی برای براندازی دولت ژائو گولارت برزیل بود. . کندی و لینکلن گوردون سفیر او در برزیل در مورد هزینه کردن ۸ میلیون اسکناس برای تغییر در انتخابات بعدی و آماده شدن برای کودتای نظامی علیه گولارت به دلیل ترس از تبدیل شدن برزیل به «کوبا دوم» بحث کردند. سیا و AFL-CIO پول را به زندگی سیاسی برزیل برای افرادی که مخالف گولارت بودند، وارد کردند. مداخله انتخاباتی ایالات متحده نتوانست گولارت را برکنار کند، و سیا از کودتای حمایت کرد که او را در سال ۱۹۶۴ خلع کرد و منجر به این شد که برزیل تا سال ۱۹۸۵ توسط یک دیکتاتوری نظامی اداره شود.

## کانادا

### انتخابات ۲۰۱۹ (توسط ایالات متحده)
باراک اوباما، رئیس‌جمهور سابق ایالات متحده، کمتر از یک هفته قبل از رأی دادن کانادایی‌ها در انتخابات فدرال، از جاستین ترودو، رهبر لیبرال‌ها حمایت کرد. اوباما در توییتی اعلام کرد که از همکاری با ترودو در دوران ریاست جمهوری او مفتخر است. او یک رهبر کارآمد و سخت کوش است که مسائل بزرگی مانند تغییرات آب و هوا را به عهده می‌گیرد. جهان اکنون به رهبری مترقی او نیاز دارد و امیدوارم همسایگان ما در شمال برای یک دوره دیگر از او حمایت کنند." بسیاری از کانادایی‌ها این را دخالت غیرقابل توجیه و غیرقابل توجیه آمریکا در انتخابات کانادا می‌دانستند.

## شیلی

### انتخابات ۱۹۶۴ (توسط ایالات متحده و اتحاد جماهیر شوروی)
بین سال‌های ۱۹۶۰ تا ۱۹۶۹، دولت شوروی سالانه بین ۵۰۰۰۰ تا ۴۰۰۰۰۰ دلار به حزب کمونیست شیلی کمک مالی کرد. یک مارکسیست برجسته بود، و همچنین بودجه اضافی به قصد آسیب رساندن به شهرت آلنده داشت.
واضح بود که اتحاد جماهیر شوروی در شیلی برای تضمین موفقیت مارکسیست‌ها فعالیت می‌کرد، و از دیدگاه آمریکای معاصر، ایالات متحده باید این نفوذ دشمن را خنثی کند: پول و نفوذ شوروی آشکارا به شیلی می‌رفت تا دموکراسی آن را تضعیف کند. بودجه ایالات متحده باید به شیلی برود تا این نفوذ مخرب را خنثی کند. ۳۳
دخالت ایالات متحده بعداً توسط کمیته کلیسا در سال ۱۹۷۵ فاش شد.

### انتخابات ۱۹۷۰ (توسط ایالات متحده و اتحاد جماهیر شوروی)
بر اساس اطلاعات منتشر شده به عنوان بخشی از یافته‌های کمیته کلیسا، آژانس اطلاعات مرکزی ایالات متحده از ربوده شدن ژنرال رنه اشنایدر، فرمانده کل ارتش شیلی، در تلاش برای جلوگیری از تأیید سالوادور آلنده توسط کنگره حمایت کرد. تلاش با شکست مواجه شد و اشنایدر در جریان تیراندازی شد. او سه روز بعد بر اثر جراحات جان باخت. پس از آن، ایالات متحده به یک کارزار آشکار و پنهان شدید برای تضعیف ریاست جمهوری آلنده ادامه داد، که ممکن است شرایط را برای سرنگونی آلنده در یک کودتای خشونت‌آمیز ایجاد کند، اگرچه ایالات متحده مستقیماً در این کودتا دخیل نبود. به نقل از نیوزویک در سال ۱۹۷۴، هنری کیسینجر، مقام آمریکایی، در مورد شیلی چنین گفت: «من نمی‌دانم چرا باید اجازه دهیم کشوری به دلیل بی مسئولیتی مردم خود کمونیست شود.»
طبق جزئیات آرشیو میتروخین، اتحاد جماهیر شوروی به‌طور پنهانی از سالوادور آلنده حمایت می‌کرد.

## کنگو-کینشاسا

### انتخابات ۱۹۶۰ (توسط اتحاد جماهیر شوروی، ۱۹۶۰)
اتحاد جماهیر شوروی به‌طور پنهانی از مبارزات حزب جنبش ملی کنگولای پاتریس لومومبا حمایت کرد. مدت کوتاهی پس از پیروزی لومومبا، بحران کنگو آغاز شد و لومومبا در ژانویه ۱۹۶۱ ترور شد. این امر راه را برای دیکتاتوری موبوتو سسه سکو هموار کرد.

## کاستاریکا

### انتخابات ۱۹۶۶ (توسط ایالات متحده و نیکاراگوئه)
بر اساس اسناد ارائه شده توسط دفتر مورخ وزارت امور خارجه، دانیل اودوبر کویروس، رهبر حزب آزادیبخش ملی (PLN) به‌طور فعال در طول انتخابات از ایالات متحده و حزبش حمایت کرد. همچنین گمانه زنی‌های رایج در کاستاریکا وجود داشت مبنی بر اینکه حزب اتحاد ملی (PUN) توسط نیروهای خارجی، به ویژه خانواده سوموزا در نیکاراگوئه، تأمین مالی می‌شود. دولت ایالات متحده پیشنهاد کرد از مخاطبین در فدراسیون کارگران آمریکا برای کمک به PLN در مبارزات انتخاباتی خود استفاده کند. والتر و ویکتور رویتر با جمع‌آوری پول در دیترویت به کمپین کمک کردند. دولت ایالات متحده پیروزی PLN را ترجیح داد، اما اذعان کرد که هر دو نامزد طرفدار ایالات متحده و ضد کمونیست هستند.

### انتخابات ۱۹۷۰ (توسط اتحاد جماهیر شوروی)
KGB بی سر و صدا به کمپین ریاست جمهوری خوزه فیگر فرر با دادن وام ۳۰۰۰۰۰ دلاری از طریق حزب پیشتاز خلق مارکسیست-لنینیست در ازای وعده به رسمیت شناختن دیپلماتیک اتحاد جماهیر شوروی به مبارزات انتخاباتی وی کمک کرد. فیگورس پس از انتخاب مجدد به عنوان رئیس‌جمهور به وعده خود عمل کرد.

### انتخابات ۱۹۸۶ (توسط ایالات متحده)
مؤسسه بین‌المللی جمهوری‌خواه از حزب محافظه کار اتحاد سوسیال مسیحی (PUSC) حمایت کرد تا به آنها در پیروزی در انتخابات ۱۹۸۶ کمک کند. آنها همچنین در سال‌های ۱۹۸۶، ۱۹۸۷ و ۱۹۸۸ به ترتیب به آنها کمک‌های مالی ۷۵۰۰۰ دلاری، ۱۰۰۰۰۰ دلاری و ۱۴۵۰۰۰ دلاری را به «انجمن دفاع از لیبرتاد و دموکراسی در کاستاریکا» (انجمن برای دفاع از دموکراسی محافظه کار آزادی و دفاع از آزادی سیاسی) دادند.

## چکسلواکی

### انتخابات ۱۹۹۰ (توسط ایالات متحده، بریتانیا، آلمان و بلژیک)
بر اساس گزارش نیویورک تایمز، بودجه بنیاد ملی برای دموکراسی (NED) برای احزاب سیاسی در چکسلواکی بحث‌برانگیز تلقی می‌شد، زیرا به عنوان مداخله خارجی به نفع احزاب سیاسی نزدیک به واسلاو هاول تلقی می‌شد. بنیاد ملی برای دموکراسی مبلغ ۴۰۰۰۰۰ دلار کمک مالی ارائه کرد که بیشتر آن برای خرید رایانه‌ها، دستگاه‌های فکس و دستگاه‌های کپی استفاده شد که در این کمپین مفید بودند. حزب محافظه کار بریتانیا نیز ۲ کارشناس مبارزات انتخاباتی را ارائه کرد و احزاب دموکرات مسیحی در بلژیک و آلمان وسایل الکترونیکی بیشتری ارسال کردند.

## دانمارک

### انتخابات ۱۹۷۳ (توسط اتحاد جماهیر شوروی)
اتحاد جماهیر شوروی به‌طور مخفیانه از حزب کمونیست دانمارک در انتخابات ۱۹۷۳ حمایت مالی کرد.

### انتخابات ۱۹۷۵ (توسط اتحاد جماهیر شوروی)
اتحاد جماهیر شوروی به‌طور مخفیانه از حزب کمونیست دانمارک در انتخابات ۱۹۷۵ حمایت مالی کرد.

## جمهوری دومینیکن

### انتخابات ۱۹۶۶ (توسط ایالات متحده)
طبق اسناد ارائه شده توسط دفتر مورخ وزارت امور خارجه، دولت ایالات متحده از مبارزات انتخاباتی خواکین بالاگوئر حمایت کرد. دولت قصد داشت از او «به گونه ای حمایت کند که حمایت ایالات متحده به هیچ وجه قابل اثبات نباشد.» روش‌های حمایت از بالاگوئر شامل کمک‌های مالی، مشاوره، رسانه‌ها، اطلاعات و اشکال طبقه‌بندی شده کمک است.

## السالوادور

### انتخابات ۱۹۸۴ (توسط ایالات متحده)
بر اساس مقاله ای از واشینگتن پست، ایالات متحده از فشار دیپلماتیک، حمایت رسانه ای و بودجه مخفی برای حمایت از مبارزات انتخاباتی خوزه ناپلئون دوارته استفاده کرد.

## فنلاند

### انتخابات ۱۹۵۶ (توسط اتحاد جماهیر شوروی)
اتحاد جماهیر شوروی آشکارا از مبارزات انتخاباتی اورهو ککونن در انتخابات ۱۹۵۶ حمایت کرد.

### انتخابات ۱۹۶۲ (توسط اتحاد جماهیر شوروی)
اتحاد جماهیر شوروی آشکارا از مبارزات انتخاباتی اورهو ککونن در انتخابات ۱۹۶۲ حمایت کرد.

## فرانسه

### انتخابات ۱۹۷۴ (توسط اتحاد جماهیر شوروی)
بر اساس جزئیات آرشیو میتروخین، KGB «اقدامات فعال» را علیه مبارزات والری ژیسکار دستن انجام داد.

### انتخابات ۱۹۸۸ (توسط اتحاد جماهیر شوروی)
بر اساس جزئیات آرشیو میتروخین، اتحاد جماهیر شوروی ۱۰ میلیون فرانک برای حمایت از حزب کمونیست فرانسه فراهم کرد.

### انتخابات ۲۰۰۷ (توسط لیبی)
به گزارش روزنامه فرانسوی مدیا پارت، کمپین ریاست جمهوری نیکلا سارکوزی ۵۰ میلیون یورو کمک مالی از سرهنگ معمر قذافی، رهبر لیبی دریافت کرد که بیش از دو برابر محدودیت ۲۲ میلیون یورویی فرانسه برای کمک‌های فردی مبارزات انتخاباتی است. پس از پیروزی سارکوزی، قذافی برای یک سفر دولتی ۵ روزه به فرانسه رفت و طی آن دولت لیبی تجهیزات نظامی از جمله ۱۴ فروند جنگنده رافال خریداری کرد. زیاد تک الدین، تاجر فرانسوی-لبنانی با روابط نزدیک با لیبی، به مدیا پارت اعتراف کرد که سه بار از طرابلس به فرانسه سفر کرده‌است تا چمدان‌های پر از اسکناس‌های ۲۰۰ و ۵۰۰ یورویی را به سارکوزی تحویل دهد. پس از انتخابات از قذافی دعوت شد. در مارس ۲۰۱۸، سارکوزی به دلیل این اتهامات در بازداشت بود. وی به مدت ۲۵ ساعت توسط پلیس تحت بازجویی قرار گرفت و در این مدت منکر هرگونه تخلفی شد تا اینکه با نظارت ویژه قضایی آزاد شد.

### انتخابات ۲۰۱۷ (توسط روسیه)
افشای ایمیل مکرون در سال ۲۰۱۷، لو رفتن بیش از ۲۰۰۰۰ ایمیل مربوط به کمپین امانوئل ماکرون در جریان انتخابات ریاست جمهوری فرانسه در سال ۲۰۱۷، دو روز قبل از رای‌گیری نهایی بود. به دلیل سرعت انتشار اخبار درز اطلاعات در سراسر اینترنت، که عمدتاً توسط ربات‌ها و اسپرم‌ها کمک می‌شد، توجه رسانه‌ها زیادی را به خود جلب کرد. این ایمیل‌ها توسط ویکی لیکس و چند فعال آمریکایی راست از طریق رسانه‌های اجتماعی مانند توییتر و فیس بوک به اشتراک گذاشته شد.